# Reactiviteit (sociale wetenschappen)
Reactiviteit is een fenomeen in de sociale wetenschappen dat wordt waargenomen door onderzoekers die kwalitatief onderzoek verrichten. Reactiviteit houdt in dat het gedrag, de overtuigingen en de ideeën van een participant in een diepte-interview of focusgroep beïnvloed worden door de aanwezigheid en de acties van de onderzoeker of interviewer.
Als de onderzoekers de respondenten te veel beïnvloeden, komt de validiteit van het onderzoek in het geding. Om dit te voorkomen kan ervoor worden gekozen om triangulatie toe te passen, oftewel het combineren van verschillende onderzoeksmethoden, zoals een diepte-interview en een dubbelblind onderzoek.